# Zbožský potok
Zbožský potok nazývaný též Zbožický potok je největší levostranný a celkově nejvodnější přítok říčky Sázavky v okrese Havlíčkův Brod v Kraji Vysočina. Délka jeho toku činí 6,3 km. Plocha povodí měří 19,8 km².

## Průběh toku
Potok pramení západně od vsi Kněž v nadmořské výšce okolo 510 m. Teče převážně jihozápadním směrem až ke svému ústí do Sázavky na jejím 3,3 říčním kilometru, v Josefodole, v nadmořské výšce 405 m.

### Geomorfologické členění
Celé povodí potoka se nachází v západní části Havlíčkobrodské pahorkatiny, která je podcelkem Hornosázavské pahorkatiny.

### Větší přítoky
- Kunemilský potok je pravostranný a celkově největší přítok Zbožského potoka, který přitéká na 0,85 říčním kilometru. Délka jeho toku činí 4,1 km.[1][pozn 1]

## Vodní režim
N-leté průtoky u ústí do Sázavky:
| N-leté průtoky | Q1  | Q2  | Q5   | Q10  | Q20  | Q50  | Q100 |
| -------------- | --- | --- | ---- | ---- | ---- | ---- | ---- |
| Q [m³/s]       | 7,4 | 9,9 | 13,4 | 16,1 | 19,0 | 22,9 | 26,1 |

## Využití
V minulosti poháněl několik mlýnů (Vlčkův, Bradáčův, Spálený), které v současné době slouží k rekreačním účelům.